# Chemin de fer de Commentry à Montluçon
Le chemin de fer de Commentry à Montluçon, aujourd'hui disparu, est un chemin de fer exclusivement industriel qui avait pour vocation le transport de la houille des mines de Commentry aux entreprises sidérurgiques de Montluçon et, secondairement, au canal de Berry pour des expéditions plus lointaines. Par le canal parviennent aux industries de Montluçon le minerai de fer, principalement du Berry, et le bois nécessaire à l’exploitation des mines de Commentry.

## La création
Le chemin de fer est concédé par ordonnance du 16 février 1844, pour 99 ans, à MM. Rambourg frères,, propriétaires des mines de Commentry. Long de 16 km, il s’agit d’un chemin de fer exclusivement industriel pour le transport de la houille des mines de Commentry au port de Montluçon, point de départ du canal de Berry ouvert à la navigation en 1840. Il est livré à la circulation en 1846.
La construction de deux nouveaux embranchements (2 km) est autorisée en 1855 pour pénétrer à l’intérieur des concessions minières et aboutir à divers puits. La mise en exploitation de ces embranchements intervient en 1857. Un décret du 18 mars 1865 ajoute à la concession, un embranchement vers la gare de Commentry (gare PO).
Enfin, un décret du 4 décembre 1876 déclare d’utilité publique le prolongement du chemin de fer jusqu’à la mine des Bourdignats (9 km).

## Description technique

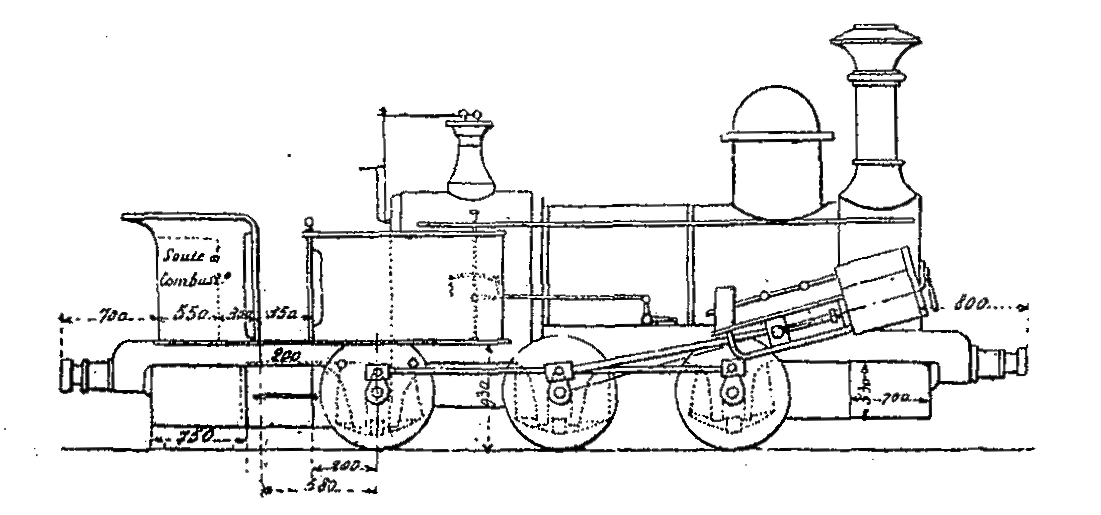
Locomotive utilisée sur le chemin de fer de Commentry à Montluçon

Le chemin de fer, à voie métrique, est concédé pour un tarif de 27 centimes/km révisable au bout de dix ans. Il est conçu dès 1842 par Stéphane Mony, directeur des houillères de Commentry, et exploité au début exclusivement par traction hippomobile remplacée à partir de 1854 par des locomotives à vapeur. Les locomotives ont été construites par Société de Commentry. Une des locomotives a été présentée à l'exposition universelle de 1867.
Le tracé retenu suit la rive gauche de la vallée du Lamaron, affluent du Cher, mais avec une arrivée à Montluçon et à Commentry sur la rive droite nécessitant en deux points le franchissement de la rivière.

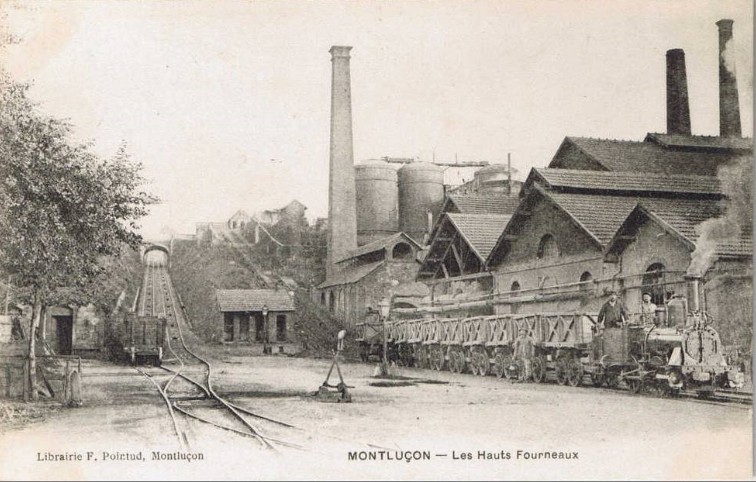
À gauche, le plan incliné de Châteauvieux à Montluçon longeant le lieu-dit « les Hauts Fourneaux »

Du bord du canal à Montluçon, la ligne traverse le Cher sur un pont puis longe le lieu-dit les « Hauts Fourneaux » première installation sidérurgique à l’origine de la demande de la concession du chemin de fer. Au-delà, un premier plan incliné dit « de Châteauvieux », long de 243 mètres et actionné par une machine à vapeur fixe au sommet de la rampe, permet de rattraper une déclivité de 40 m. Il recoupe deux routes d’importance ; l’une vers Paris sous un pont, l’autre vers Moulins, par un passage à niveau. Ensuite, après un parcours à niveau de 2 km et tractés par une locomotive à vapeur, les convois de wagons franchissent le Lamaron par le viaduc du Diénat jusqu’au second plan incliné dit de « Marignon ». Ce second plan incliné, comme le premier est actionné au somment par une machine à vapeur fixe dont il ne subsiste que la réserve d'eau. Long de 806 mètres, il permet de rattraper une déclivité de 135 m. Au sommet du plan incliné, les convois sont tractés par une locomotive à vapeur jusqu’aux mines de Commentry.

## L’épilogue
Par sa vocation exclusivement industrielle, son exploitation au moyen de plans inclinés et sa nature reliant un bassin minier à un canal, ce chemin de fer s’apparente à celui du chemin de fer d'Épinac. Toutefois le bassin houiller de Commentry connut une destinée tout autre que celui d’Épinac.
Le plan incliné de Marignon fonctionne jusqu’à la Première Guerre mondiale, condamnant le chemin de fer au-delà jusqu’à Commentry. La section subsistante, est utilisée jusque vers 1940 pour le transport, au Diénat, des scories des usines de Montluçon.
Le raccordement progressif, au cours du XIXe siècle, au réseau du PO des usines de Montluçon et des mines de la région de Commentry réduit l’activité de ce chemin de fer industriel qui est démantelé en 1942-1943.